# Лобинский сельсовет
Лобинский сельсовет — сельское поселение в Краснозёрском районе Новосибирской области Российской Федерации.
Административный центр — село Лобино.

## История
Статус и границы сельского поселения установлены Законом Новосибирской области от 2 июня 2004 года № 200-ОЗ «О статусе и границах муниципальных образований Новосибирской области»

## Население
| 2002 | 2010 | 2012 | 2013 | 2014 | 2015 | 2016 |
| ---- | ---- | ---- | ---- | ---- | ---- | ---- |
| 1120 | ↘847 | ↘823 | ↘813 | ↘790 | ↘753 | ↘736 |
| 2017 | 2018 | 2019 | 2020 | 2021 |      |      |
| ↘731 | ↘719 | ↘714 | ↗717 | ↘699 |      |      |

## Состав сельского поселения
| № | Населённый пункт | Тип населённого пункта       | Население |
| - | ---------------- | ---------------------------- | --------- |
| 1 | Лобино           | село, административный центр | ↘840      |
| 2 | Новолобинский    | посёлок                      | ↘3        |
| 3 | Палкин Водопой   | посёлок                      | ↘4        |